# Elsholtzia communis
Kinh giới bông (danh pháp khoa học: Elsholtzia communis) là một loài thực vật có hoa trong họ Hoa môi. Loài này được (Collett & Hemsl.) Diels mô tả khoa học đầu tiên năm 1912.